# Allophylus racemosus
Allophylus racemosus är en kinesträdsväxtart som först beskrevs av Carl von Linné, och fick sitt nu gällande namn av Ludwig Radlkofer. Allophylus racemosus ingår i släktet Allophylus och familjen kinesträdsväxter. Inga underarter finns listade i Catalogue of Life.